# Aphelandra bradeana
Aphelandra bradeana är en akantusväxtart som beskrevs av Carlos Toledo Rizzini. Aphelandra bradeana ingår i släktet Aphelandra och familjen akantusväxter. Inga underarter finns listade i Catalogue of Life.